# Futbol a Itàlia

El futbol és l'esport amb més seguidors a Itàlia.

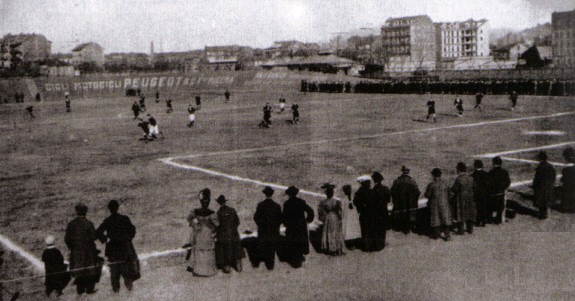
El Velòdrom Re Umberto, escenari del primer campionat italià (1898).

Genoa Cricket and Football Club el 1899.

El futbol italià (Campionato Italiano di calcio - Campionat italià de futbol) està organitzat en una sèrie de torneigs establerts per la Federazione Italiana Giuoco Calcio (FIGC). Els campionats són organitzats i dividits en 10 nivells, els 4 primers estan situats en el professionalisme, mentre que els altres 6 són de caràcter afeccionat. La Lega Nazionale Professionisti (Lliga nacional professional) organitza i dirigeix els dos grans campionats, la Serie A i la Serie B, mentre que Lega Italiana Calcio Professionistico (Lliga italiana de futbol professional) organitza i dirigeix la Lega Pro Prima Divisione (Lliga Pro primera divisió) i la Lega Pro Seconda Divisione (Lliga Pro segona divisió), tercer i quart nivell de professionalisme.
Els diferents campionats de caràcter afeccionat són organitzats per la Lega Nazionale Dilettanti (Lliga nacional aficionats); el més important és la Sèrie D, que és el cinquè nivell del futbol italià i la porta d'entrada al professionalisme.
Cada equip s'enfronta a totes les altres formacions del seu grup de pertinença dues vegades, una en el mateix camp (partita in casa), i una altra en el terreny de l'equip contrari (partita in trasferta) amb un sistema que s'anomena Girone all'Italiana (La Piscina Italiana), o sigui tots contra tots. S'assignen tres punts a l'equip que guanya un partit, un punt per a cada equip en cas d'empat i zero punts a l'equip perdedor.
La classificació final és establerta en funció dels criteris següents, ordenats per ordre d'importància:
- Punts guanyats en general
- Punts guanyats en enfrontaments directes
- Diferència de gols en enfrontaments directes
- El nombre més gran de gols en els enfrontaments directes
- Diferència de gols en total
- El més gran nombre de gols marcats en la classificació general
- Sorteig

El club que guanya la lliga de la sèrie A no que va guanyar el títol de campió tot i que va guanyar l'escutet, el petit escut d'armes amb els colors d'Itàlia vermell, blanc i verd que posa en la seva samarreta l'any després. Després de 10 escutets, en la samarreta es posa un estel: avui el Milan, el Ínter i la Juventus Football Club (ésa
 amb dos estels).

## Història

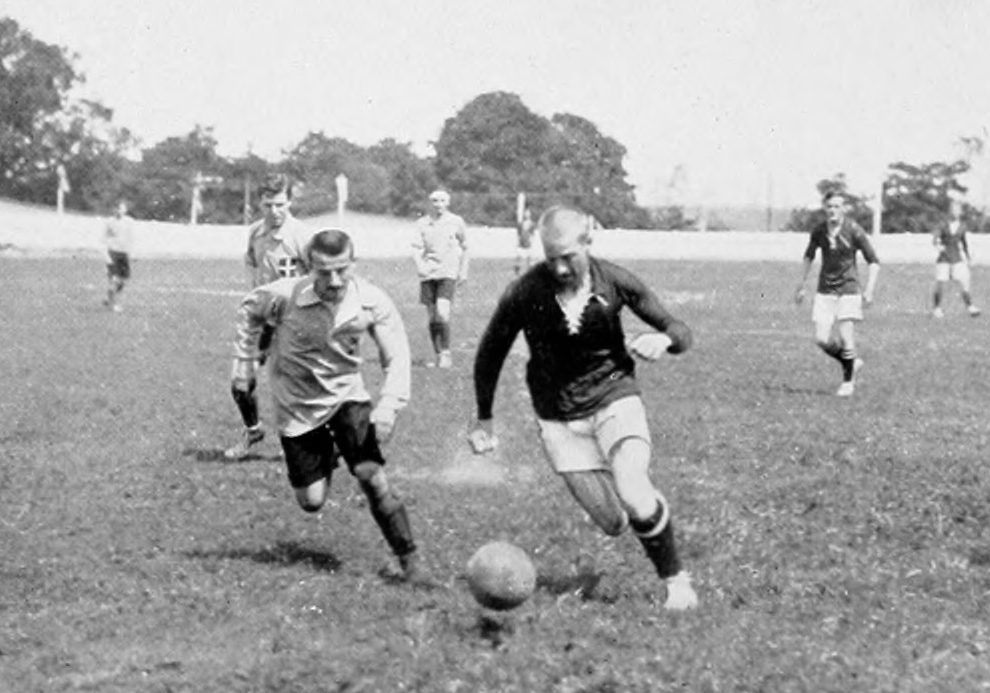
Itàlia vs Finlàndia als Jocs Olímpics de 1912.

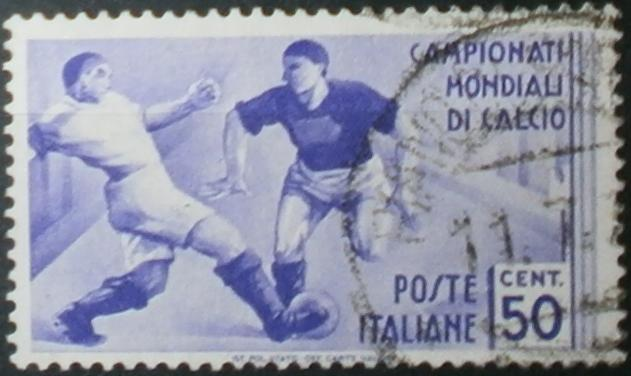
Segell del Mundial de 1934.

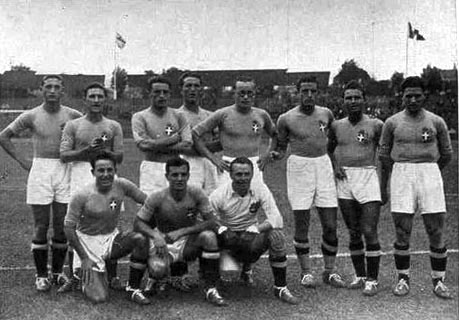
Itàlia als Jocs Olímpics de 1936.

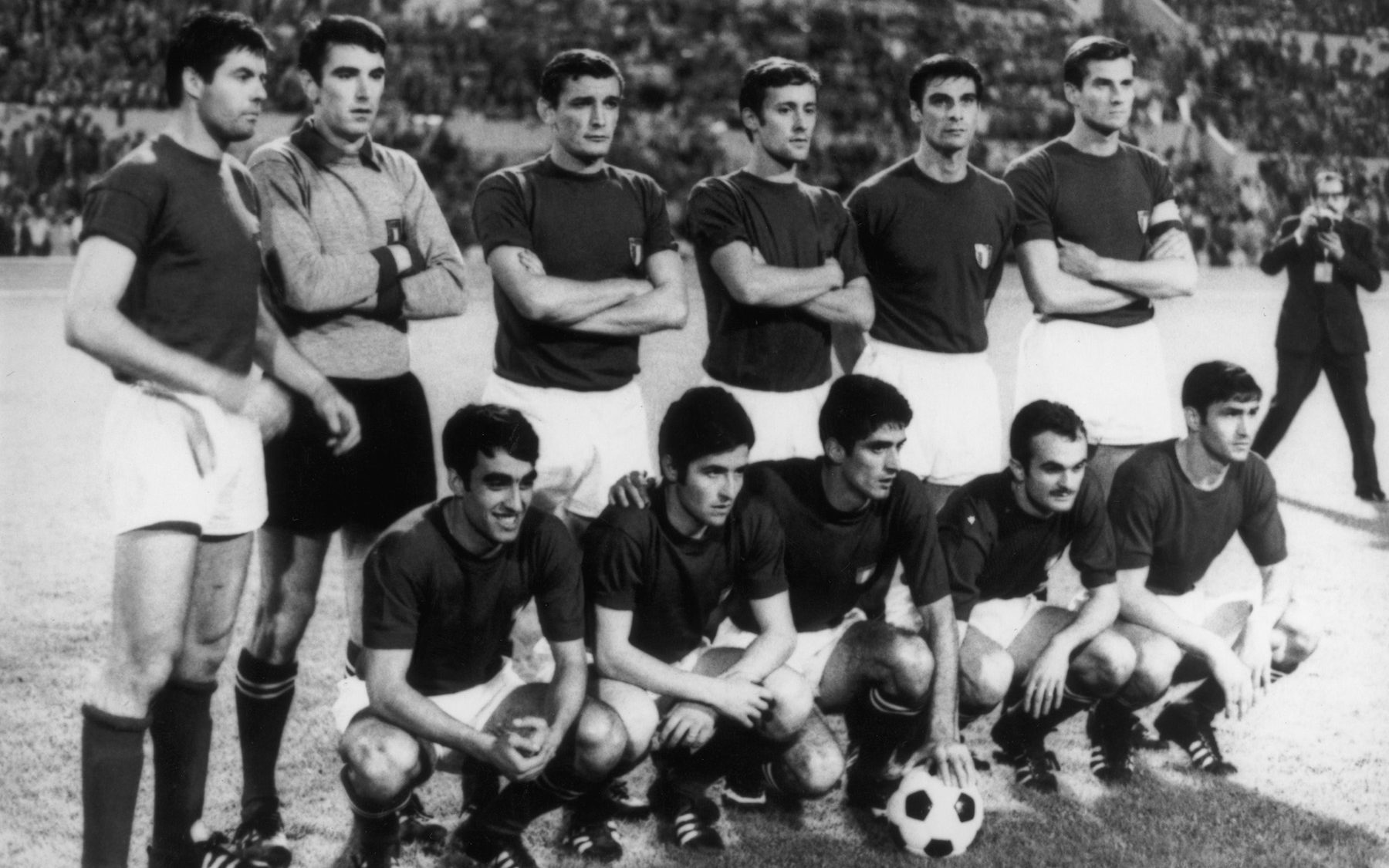
Itàlia a l'Eurocopa 1968.

El futbol entra a Itàlia vers el 1887, quan un home de negocis de Torí arriba a la seva ciutat des de Londres amb una pilota, i a Gènova on hi havia una important colònia anglesa, on el consolat Britànic creà el 1893 el Genoa Cricket and Athletic Club. Més tard el futbol es difon per ciutats com Udine, Alessandria, Ferrara, Cuneo, Livorno, Spezia, Crema, Treviso, Milà o Savona.
El 26-3-1898 es funda la Federazione Italiana de Football, amb seu a Torino. La primera competició nacional l'organitzà la Federació Italiana de Gimnàstica (F.N.G.I.) el 1896 i la guanyà la S. Udinese G.S.. El segon campionat, l'any següent, també de la FNGI el guanyà la S.G. Torinese. Ja el 1898 s'organitzà el primer campionat de la F.I.F. i el guanya el Genoa. El campionat de la F.I.F. fou disputat segons diverses fórmules, normalment dividit en fases regionals i una fase final nacional, fins a l'any 1929 en què s'instaurà la Serie A, amb un campionat de lliga en grup únic on s'enfrontaven tots contra tots.
Els clubs pioners del futbol italià foren els següents:

A Torí, el 1890 es funda el FC International Torino per la fusió de Torino Football & Cricket Club (1887) i Nobili Torino (1887). El 3-12-1894 es funda el FootBall Club Torinese. El 1900 el Torinese absorbeix l'International. L'1-11-1897 un grup de joves del D'Azeglio High School funda l'Sport Club Juventus que el 1899 adopta el nom de l'actual FC Juventus. El 1906, de la fusió del Torinese i un grup dissident de la Juve neix el Football Club Torino, rebatejat AC Torino el 1936. Altres equips destacats a inicis de segle a la ciutat foren la Soc. Ginnastica Torinese (1897-1903 tot i que la societat es fundà el 1844) i el SC Audace (1902-1904).
A Gènova el primer club fou el Genoa Cricket and Athletic Club (1893, tot i que el 1896 comença a practicar futbol); SG Andrea Doria (1895), FBC Pro Liguria (1897), SG Sampierdarenese (1901). Aquests tres darrers formaran el 1946 la UC Sampdoria. Entre el Genoa i la Sampdoria es juga el conegut Derbi de la Llanterna.
A Milà, el 18-12-1899 es funda el Milan Cricket and Foot Ball Club (actual AC Milan) i el 1908 el Football Club Internazionale, a partir d'una escissió del Milan. Altes entitats pioneres foren: US Milanese (1902), SEF Mediolanum (1898-1904) i Enotria Goliardo (1908).
A Roma, el primer club que va practicar futbol fou la Società Podistica Lazio (1901). D'altra banda, les societats Audace CS (1901), FBC Roman (1903 de la classe alta), SS Fortitudo (1908 club dels catòlics), Juventus (1905), US Alba (1907), Pro Roma (1911), Esperia (1911) i US Romana (1916) sofriran diverses fusions fins a formar l'actual AS Roma.
A Florència: Destacaren el Polisportiva Giovanile Libertas (1887) i el Club Sportivo Firenze (1912) que el 1926 es fusionaran per formar l'Associazione Calcio Fiorentina. També existí el Firenze FBC (1908) de vida més curta.
A Nàpols, Naples FC (1905, primer equip de la ciutat fundat el 1896 com a Naples Foot-Ball & Cricket Club), US Internazionale (1911) es fusionaren el 1922 donant vida al FBC Internaples. Quatre anys després es fundà l'equip Associazione Calcio Napoli.
A la resta del país podem destacar els següents clubs: Società Ginnastica Pro Vercelli (1892, el futbol apareix vers el 1903), Società Udinese di Ginnastica e Scherma (1896), Vigor (1898 a Ascoli-Piceno), VIS Pesaro (1898), Anglo-Panormitan Ath. & FC (1898 de Palermo), Messina FC (1900), AC Vicenza (1902), US Braccio Fortebraccio (1890, el 1901 crea la secció de futbol) i SS Libertas, que el 1905 es fusionen per formar l'AC Perugia, Hellas de Verona (1903), FBC Como (1905), FBC Lucca (1905), US Anconitana (1905), Virtus Juventusque (1905) i Società Per Esercizio Sportivo (1906) ambdós de Liorna, Venezia FC (1907), Società Polisportiva Ars et Labor (1907 de Ferrara), Crema Foot Ball Club (1908) Bari Foot Ball Club (1908), SC Lecce (1908-1924), Football Association Studenti Novara (1908), Bologna FBC (1909 com a, secció del Circolo Turistico Bolognese), Casale FootBall Club (1909), Pisa Sporting Club (1909), Pro Patria et Libertate de Busto Arsizio (1909), Varese FBC (1910), Modena FBC (1912), Verdi Foot Ball Club (1913) refundat poc després com a Parma Foot Ball Club.

## Competicions
Actuals
- Lliga italiana de futbol
- Copa italiana de futbol
- Supercopa italiana de futbol

Desaparegudes
- Campionat de la FNGI de futbol
- Copa anglo-italiana de futbol
- Copa de la Lliga anglo-italiana de futbol
- Copa dels Alps de futbol

## Divisions
El campionat consta de diferents categories o divisions:
| Categoria | Categoria | Divisions              | Divisions              | Divisions              | Divisions              | Divisions              | Divisions              | Divisions              | Divisions              | Divisions              | Divisions              | Divisions              | Divisions              | Divisions              | Divisions              | Divisions              | Divisions              | Divisions              | Divisions              |
| 1         | 1         | Sèrie A 20 equips      | Sèrie A 20 equips      | Sèrie A 20 equips      | Sèrie A 20 equips      | Sèrie A 20 equips      | Sèrie A 20 equips      | Sèrie A 20 equips      | Sèrie A 20 equips      | Sèrie A 20 equips      | Sèrie A 20 equips      | Sèrie A 20 equips      | Sèrie A 20 equips      | Sèrie A 20 equips      | Sèrie A 20 equips      | Sèrie A 20 equips      | Sèrie A 20 equips      | Sèrie A 20 equips      | Sèrie A 20 equips      |
| 2         | 2         | Sèrie B 22 equips      | Sèrie B 22 equips      | Sèrie B 22 equips      | Sèrie B 22 equips      | Sèrie B 22 equips      | Sèrie B 22 equips      | Sèrie B 22 equips      | Sèrie B 22 equips      | Sèrie B 22 equips      | Sèrie B 22 equips      | Sèrie B 22 equips      | Sèrie B 22 equips      | Sèrie B 22 equips      | Sèrie B 22 equips      | Sèrie B 22 equips      | Sèrie B 22 equips      | Sèrie B 22 equips      | Sèrie B 22 equips      |
| 3         | 3         | Sèrie C1 (A) 18 equips | Sèrie C1 (A) 18 equips | Sèrie C1 (A) 18 equips | Sèrie C1 (A) 18 equips | Sèrie C1 (A) 18 equips | Sèrie C1 (A) 18 equips | Sèrie C1 (A) 18 equips | Sèrie C1 (A) 18 equips | Sèrie C1 (A) 18 equips | Sèrie C1 (B) 18 equips | Sèrie C1 (B) 18 equips | Sèrie C1 (B) 18 equips | Sèrie C1 (B) 18 equips | Sèrie C1 (B) 18 equips | Sèrie C1 (B) 18 equips | Sèrie C1 (B) 18 equips | Sèrie C1 (B) 18 equips | Sèrie C1 (B) 18 equips |
| 4         | 4         | Sèrie C2 (A) 18 equips | Sèrie C2 (A) 18 equips | Sèrie C2 (A) 18 equips | Sèrie C2 (A) 18 equips | Sèrie C2 (A) 18 equips | Sèrie C2 (A) 18 equips | Sèrie C2 (B) 18 equips | Sèrie C2 (B) 18 equips | Sèrie C2 (B) 18 equips | Sèrie C2 (B) 18 equips | Sèrie C2 (B) 18 equips | Sèrie C2 (B) 18 equips | Sèrie C2 (C) 18 equips | Sèrie C2 (C) 18 equips | Sèrie C2 (C) 18 equips | Sèrie C2 (C) 18 equips | Sèrie C2 (C) 18 equips | Sèrie C2 (C) 18 equips |
| 5         | 5         | Sèrie D (A) 18 equips  | Sèrie D (A) 18 equips  | Sèrie D (B) 18 equips  | Sèrie D (B) 18 equips  | Sèrie D (C) 18 equips  | Sèrie D (C) 18 equips  | Sèrie D (D) 18 equips  | Sèrie D (D) 18 equips  | Sèrie D (E) 18 equips  | Sèrie D (E) 18 equips  | Sèrie D (F) 18 equips  | Sèrie D (F) 18 equips  | Sèrie D (G) 18 equips  | Sèrie D (G) 18 equips  | Sèrie D (H) 18 equips  | Sèrie D (H) 18 equips  | Sèrie D (I) 18 equips  | Sèrie D (I) 18 equips  |
| 6-10      | 6-10      | Divisions Regionals    | Divisions Regionals    | Divisions Regionals    | Divisions Regionals    | Divisions Regionals    | Divisions Regionals    | Divisions Regionals    | Divisions Regionals    | Divisions Regionals    | Divisions Regionals    | Divisions Regionals    | Divisions Regionals    | Divisions Regionals    | Divisions Regionals    | Divisions Regionals    | Divisions Regionals    | Divisions Regionals    | Divisions Regionals    |

## Principals clubs
Vall d'Aosta
- Valle d'Aosta Sarre (Aosta)

Ligúria
- Unione Calcio Sampdoria (Gènova)
- Genoa Cricket and F. C. (Gènova)
- Associazione Calcio La Spezia 1906 (La Spezia)
- U.S. Imperia 1923 (Imperia)

Piemont
- Juventus Football Club (Torí)
- Torino Football Club (Torí)
- Novara Calcio (Novara)
- Unione Sportiva Calcio Pro Vercelli (Vercelli)
- A.S. Biellese 1902 (Biella)
- A.S. Casale Calcio (Casale Monferrato)
- Unione Sportiva Alessàndria Calcio (Alessandria)

Llombardia
- Associazione Calcio Milan (Milà)
- Internazionale Milano Football Club (Milà)
- Brescia Calcio 1911 (Brescia)
- Atalanta Bergamasca Calcio (Bèrgam)
- Calcio Como (Como)
- U.C. Albinoleffe (Leffe)
- Football Club Varese (Varese)
- Pro Patria Gallaratese GB (Busto Arsizio)
- Associazione Calcio Pavia (Pavia)
- Monza Calcio (Monza)
- Unione S. Cremonese (Cremona)
- Assoc. Calcio Pro Sesto (Sesto San Giovanni)
- Associazione Calcio Legnano (Legnano)
- Nuova A. C. Mantova 94 (Mantova)
- Unione S. Pergocrema 1932 (Crema)
- F.C. Alzano 1909 Virescit (Alzano Lombardo)

Trentino-Alto Adige
- Südtirol FC-Alto Adige (Brixen)
- Nuovo Calcio Trento (Trento)
- F.C. Bolzano 1996 (Bolzano-Bozen)

Vèneto
- Associazione Calcio ChievoVerona (Verona)
- Hellas Verona F.C. (Verona)
- Foot Ball Club Unione Venezia (Venècia)
- Vicenza Calcio (Vicenza)
- Treviso Football Club 1993 (Treviso)
- Ass. Sportiva Cittadella Padova (Pàdua)
- Calcio Padova (Pàdua)
- A.C. Mestre Sportiva (Mestre)
- A.C. Thiene Valdagno (Valdagno)

Friül-Venècia Júlia
- Udinese Calcio (Udine)
- U.S. Triestina Calcio (Trieste)

Emília-Romanya
- Parma Football Club (Parma)
- Bologna Football Club 1909 (Bolonya)
- Modena Football Club (Mòdena)
- Piacenza Football Club (Piacenza)
- Ass. Calcio Reggiana (Reggio de l'Emília)
- Associazione Calcio Cesena (Cesena)
- Società Polisportiva Ars et Labor (Ferrara)
- Rimini Calcio F.C. (Rimini)
- Unione Sportiva Ravenna Calcio (Ravenna)

Toscana
- A.C.F. Fiorentina (Florència)
- Empoli Football Club (Empoli)
- Associazione Calcio Siena (Siena)
- Assoc. Sportiva Livorno Calcio (Liorna)
- Associaz. Calcio Pistoiese (Pistoia)
- Ass. Spv. Lucchese-Libertas (Lucca)
- Pisa Calcio (Pisa)
- Associazione Calcio Arezzo (Arezzo)
- Associazione Calcio Prato (Prato)
- Carrarese Calcio Carrara (Carrara)
- Calcio Aquila 1902 (Montevarchi)
- A.S. Massese 1919 (Massa)

Marques
- Ancona Calcio (Ancona)
- Ascoli Calcio 1898 (Ascoli-Piceno)
- VIS Pesaro 1898 (Pesaro)
- Fermana Calcio (Fermo)
- S.S. Sambenedettese Calcio (San Benedetto del Tronto)

Úmbria
- Perugia Calcio (Perusa)
- Ternana Calcio (Terni)

Laci
- Associazione Sportiva Roma (Roma)
- Società Sportiva Lazio (Roma)
- Associazione Sportiva Sora (Sora)
- U.S. Viterbese Calcio 90 (Viterbo)
- Associaz. Sportiva Lodigiani (Roma)
- Associazione Sportiva Astrea (Roma)

Abruços
- Pescara Calcio (Pescara)
- Giulianova Calcio (Giulianova)
- L'Aquila C. Gruppo Sportivo (L'Aquila)
- S.S. Chieti Calcio (Chieti)

Molise
- Campobasso Associazione Calcio (Campobasso)

Campània
- Società Sportiva Calcio Napoli (Nàpols)
- Salernitana Sport (Salern)
- U.S. Avellino (Avellino)
- Football Club Sporting Benevento (Benevent)
- A.G. Nocerina 1910 (Nocera Inferiore)
- S.S. Cavese 1919 (Cava de' Tirreni)
- Football Club Savoia (Torre Annunziata)
- U.S. Battipagliese (Battipaglia)
- Casertana F.C. (Caserta)
- A.C. Juve Stabia (Castellammare di Stabia)
- Associazione Sportiva Ischia (Ischia)
- F.C. Turris 1944 (Torre del Greco)

Pulla
- Unione Sportiva Lecce (Lecce)
- Associazione Sportiva Bari (Bari)
- Associazione Sportiva Taranto (Tàrent)
- Unione Sportiva Foggia (Foggia)
- A.C. Martina Franca (Martina Franca)
- AS Fidelis Andria (Andria)

Basilicata
- A.S. Matera (Matera)

Calàbria
- Reggina Calcio (Reggio de Calàbria)
- Football Club Calcio Crotone (Crotona)
- Unione Sportiva Catanzaro 1929 (Catanzaro)
- A.S. Cosenza F.C. (Cosenza)
- Vigor Lamèzia Calcio (Lamezia Terme)

Sicília
- Unione Sportiva Città di Palermo (Palerm)
- F.C. Messina Peloro (Messina)
- Calcio Catania (Catània)
- Associazione Sportiva Acireale 1946 (Acireale)
- U.S. Juveterranova Gela (Gela)
- F.C. Igea Virtus Barcellona (Barcellona Pozzo di Gotto)

Sardenya
- Cagliari Calcio (Càller)
- Polisportiva Sassari Torres (Sàsser)
- Olbia Calcio (Olbia)
- Unione Sportiva Tèmpio-Pausània (Tempio Pausania)

## Jugadors destacats
Des de 1910
- Lorenzo 'Renzo' De Vecchi

Des de 1920
- Giovanni De Pra
- Umberto Caligaris
- Virginio Rosetta
- Attilio Demaria I (arg)
- Leopoldo Conti
- Adolfo Baloncieri
- Mario Magnozzi
- Luigi Cevenini
- Virgilio Felice Levratto

Des de 1930
- Giampiero Combi
- Aldo Olivieri
- Eraldo Monzeglio
- Pietro Rava
- Miguel Andreolo (uru)
- Attilio Ferraris IV
- Luis Felipe Monti (arg)
- Angelo Schiavio
- Giovanni Ferrari
- Giuseppe Meazza
- Enrique Guaita (arg)
- Silvio Piola
- Amedeo Biavati
- Raimundo B. Orsi (arg)
- Gino Colaussi

Des de 1945
- Lucidio Sentimenti IV
- Valerio Bacigalupo
- Giorgio Ghezzi
- Carlo Parola
- Valentino Mazzola V
- Ezio Loik
- Benito Lorenzi
- Giampiero Boniperti

Des de 1960
- Enrico 'Ricky' Albertosi
- Tarcisio Burgnich
- Giacinto Facchetti
- Gianni Rivera
- Giacomo Bulgarelli
- Mario Corso
- Luigi Riva
- Roberto Boninsegna
- Alessandro Mazzola

Des de 1970
- Dino Zoff
- Romeo Benetti
- Roberto Bettega
- Franco Causio
- Paolo Rossi
- Giorgio Chinaglia
- Francesco Graziani

Des de 1980
- Gaetano Scirea
- Claudio Gentile
- Antonio Cabrini
- Francesco 'Franco' Baresi
- Giancarlo Antognoni
- Marco Tardelli
- Alessandro Altobelli
- Roberto Mancini

Des de 1990
- Walter Zenga
- Gianluca Pagliuca
- Angelo Peruzzi
- Paolo Maldini
- Giuseppe Bergomi
- Dino Baggio
- Roberto Donadoni
- Roberto Baggio
- Gianfranco Zola
- Gianluca Vialli
- Alessandro Del Piero
- Christian Vieri

Des de 2000
- Gianluigi Buffon
- Francesco Toldo
- Alessandro Nesta
- Andrea Pirlo
- Francesco Totti
- Filippo Inzaghi
- Alberto Gilardino

Des de 2010
- Leonardo Bonucci
- Giorgio Chiellini
- Marco Verratti

## Principals estadis
| - Giuseppe Meazza-San Siro (Milà) - Estadi Delle Alpi (Torí) - Estadi Olímpic de Roma (Roma) - Estadi San Nicola (Bari) - Estadi San Paolo (Nàpols) - Estadi Artemio Franchi (Florència) - Estadi Luigi Ferraris (Gènova) - Estadi Ennio Tardini (Parma) - Estadi Marcantonio Bentegodi (Verona) |  | - Estadi Sant'Elia (Càller) - Estadi Renzo Barbera (Palerm) - Estadi San Filippo (Messina) - Estadi Via del Mare (Lecce) - Estadi Armando Picchi (Liorna) - Estadi Carlo Castellani (Empoli) - Estadi Del Duca (Ascoli-Piceno) - Estadi Oreste Granillo (Reggio di Calabria) |  |  |